# Hans-Günter Gruber
Hans-Günter Gruber (* 1957) ist ein deutscher römisch-katholischer Moraltheologe, Ehe- und Familienberater und Hochschullehrer.
Er lehrt seit 1998 als Professor an der Katholischen Stiftungsfachhochschule München für Ethik in der Sozialen Arbeit.

## Leben
Aufgewachsen in Unterschleißheim, studierte Gruber 1978–1984 Philosophie und katholische Theologie an der Ludwig-Maximilians-Universität München mit dem Abschluss Diplom. Die Promotion zum Dr. theol. folgte 1988. In der Zeit 1985–1989 absolvierte Hans-Günter Gruber eine Ausbildung zum Ehe-, Familien- und Lebensberater. Er war von 1989 bis 2005 nebenamtlich für die Erzdiözese München und Freising in dieser Aufgabe tätig. Von 1989 bis 1993 arbeitete er als Akademischer Rat am Lehrstuhl für Moraltheologie der LMU München und habilitierte sich 1993. Von 1993 bis 1998 lehrte er als Privatdozent an der LMU München das Fachgebiet Moraltheologie, seit 1998 als Professor für Theologie in der Sozialen Arbeit an der KSFH München.

### Arbeits- und Forschungsschwerpunkte in Lehre und Forschung
- Theologische Grundlegung helfenden Handelns
- Ethik und Ethos der Sozialen Arbeit
- sozialarbeiterische Familienberatung,
- theologische Zusatzqualifikation (TZ).

### Besondere Funktionen, Mitarbeit in Gremien und Fachverbänden
- Modulbeauftragter für die Module 2.4 und 2.10 (Teil B)
- Vertreter der Ombudsstelle
- Vorsitzender des Dozentenbeirats
- Mitglied der Besoldungskommission
- Mitglied im Netzwerk Soziale Theologie

## Werke (in Auswahl)

### Publikationen in Buchform
- Hans-Günter Gruber, Christliches Eheverständnis im 15. Jahrhundert. Eine moralgeschichtliche Untersuchung zur Ehelehre Dionysius' des Kartäusers (= Studien zur Geschichte der Katholischen Moraltheologie, Band 29), Regensburg 1989, zugleich Hochschulschrift München, Univ., Diss., 1988, ISBN 3-7917-1199-7.
- Hans-Günter Gruber, Christliche Ehe in moderner Gesellschaft. Entwicklung – Chancen – Perspektiven, Freiburg im Breisgau, Basel, Wien 1994, 2. Aufl. Freiburg im Breisgau, Basel, Wien 1995, zugleich Hochschulschrift München, Univ., Habilitationsschrift, 1993, ISBN 3-451-23328-2.
- Hans-Günter Gruber, Familie und christliche Ethik, Darmstadt 1995 (in koreanischer Übersetzung, Seoul 2007), ISBN 3-534-11608-9.
- Hans-Günter Gruber (Hrsg.), Das Wagnis der Freiheit. Theologische Ethik im interdisziplinären Gespräch. Johannes Gründel, Benedikta Hintersberger (Hrsg.) zum 70. Geburtstag Würzburg 1999, (Enthält eine Bibliographie von J. Gründel Seite 373–394), ISBN 3-429-02116-2.
- Hans-Günter Gruber, Ethisch denken und handeln. Grundzüge einer Ethik der sozialen Arbeit (= Dimensionen sozialer Arbeit und der Pflege, Band 8), Stuttgart 2005, ISBN 3-8282-0310-8.
- Hans-Günter Gruber, Ethisch denken und handeln. Grundzüge einer Ethik der sozialen Arbeit (= Dimensionen sozialer Arbeit und der Pflege, Band 8), 2., aktualisierte und verbesserte Aufl.,   Stuttgart 2009, ISBN 978-3-8282-0448-5.

### Beiträge in Sammelwerken
- Hans-Günter Gruber, Dem Leben dienen – Zur Position der katholischen Kirche zum Schwangerschaftsabbruch, in: A. Hauner, E. Dietrich (Hrsg.), §218. Zur aktuellen Diskussion, München 1992, Seite 82–91.
- Hans-Günter Gruber, Die Gestalt der Familie heute, in: Zentralstelle Pastoral der Deutschen Bischofskonferenz (Hrsg.), Familie – Licht aus vielen Farben. Familiensonntag 1997 (= Arbeitshilfen 131), Bonn 1997, 17–26.
- Hans-Günter Gruber, Ehe als Lebensform. Auf der Suche nach Sinn und Gestalt (= Hören und Glauben, Band 10), Dokumentation des Theologischen Institutes der Diözese Gurk, Klagenfurt 1995, Seite 1–96.
- Hans-Günter Gruber, "Wie ich euch geliebt habe, so sollt auch ihr einander lieben" (Joh 13,34). Theologisch-ethische Überlegungen zum Begriff der Liebe, in: Manfred Weitlauff (Hrsg.), Peter Neuner (Hrsg.), Für euch Bischof – mit euch Christ. Festschrift für Kardinal Wetter zum 70. Geburtstag, St. Ottilien 1998, ISBN 3-88096-292-8, Seite 769–785.
- Hans-Günter Gruber, Das Geheimnis menschlicher Unfreiheit. Zum Freiheits- und Ethikverständnis Eugen Drewermanns, in: Hans-Günter Gruber (Hrsg.), Benedikta Hintersberger (Hrsg.), Das Wagnis der Freiheit. Theologische Ethik im interdisziplinären Gespräch. Johannes Gründel zum 70. Geburtstag Würzburg 1999, ISBN 3-429-02116-2, Seite 104–119.
- Hans-Günter Gruber, Die Familie als Basis einer humanen, moralisch fundierten Gesellschaft, in: Eduard J. M. Kroker (Hrsg.), Bruno Dechamps (Hrsg.), Königsteiner Forum (Hrsg.) Moralische Indifferenz. Die stille Revolution in unserer Gesellschaft, Frankfurt am Main 1999, ISBN 3-933180-16-3, Seite 69–89.
- Hans-Günter Gruber, Ehe und Familie im Zeichen der befreienden Liebe Jesu Christi. Theologische Familienleitbilder und ihre ethischen Implikationen, in: Gudrun Cyprian (Hrsg.), Marianne Heimbach-Steins (Hrsg.), Familienbilder. interdisziplinäre Sondierungen, Opladen 2003, ISBN 3-8100-3567-X, Seite 23–38.
- Hans-Günter Gruber, Kann man sich darauf noch verlassen? Das Wagnis der Ehe, in: Rainer Krockauer u. a. (Hrsg.), Theologie und Soziale Arbeit. Handbuch für Studium, Weiterbildung und Beruf, München 2006, ISBN 978-3-466-36710-8, Seite 105–115.

### Zeitschriftenartikel
- Hans-Günter Gruber, Hexenverfolgung und Inquisition. Zeit- und kirchen-geschichtliche Verstehenszusammenhänge, in: Münchener Theologische Zeitschrift, Jahrgang 41, 1990, Seite 157–172.
- Hans-Günter Gruber, Ehe ohne Familie – Familie ohne Ehe? Veränderungen im Zuordnungsverhältnis von Ehe und Familie, in: Theologie der Gegenwart, Jahrgang 35, 1992, Seite 27–44.
- Hans-Günter Gruber, Haltung oder Handlung? Zur Bestimmung des Sittlichen im Spannungsfeld von subjektiven und objektiven Gehalten, in: Theologie der Gegenwart, Jahrgang 36, 1993, Seite 287–300.
- Hans-Günter Gruber, Autonome Moral oder Moral der Autonomie? Zur Diskussion um das Proprium einer theologischen Ethik, in: Stimmen der Zeit, Jahrgang 118, 1993, Seite 691–699.
- Hans-Günter Gruber, Ehe als Sakrament der Liebe zur Überwindung von Angst. Zum Eheverständnis Eugen Drewermanns, in: Münchener Theologische Zeitschrift, Jahrgang 45, 1994, Seite 495–508.
- Hans-Günter Gruber, Scheidung und Wiederheirat. Zur innerkirchlichen Kontroverse um den Umgang mit wiederverheirateten geschiedenen Gläubigen, in: Theologie der Gegenwart, Jahrgang 39, 1996, Seite 2–17.
- Hans-Günter Gruber, Glaubwürdigkeit in der Normfindung. Kriterien einer verantwortlichen Findung und Begründung konkreter sittlicher Normen, in: Münchener Theologische Zeitschrift, Jahrgang 48, 1997, Seite 57–70.
- Hans-Günter Gruber, Grundhaltungen gelingenden Ehe- und Familienlebens, in: In Beziehungen leben. Familie zwischen Chaos und Utopie (= Stuttgarter Hefte, Band 13), Stuttgart 1999, Seite 35–42.
- Hans-Günter Gruber, Die Würde des Menschen ist unantastbar – auch in der Pflege? Die Idee der Menschenwürde als Ziel und Richtmaß ethisch verantwortlichen Handelns in der Pflege, in PflegeImpuls Heft, 2000, Seite 28–33.

### Lexikonartikel
- Hans-Günter Gruber, Gewissen, in: Lexikon des Dialogs. Grundbegriffe aus Christentum und Islam, Bd. 1, Freiburg u. a. 2013, Seite 260–261.
- Hans-Günter Gruber, Homosexualität, in: Lexikon des Dialogs. Grundbegriffe aus Christentum und Islam, Bd. 1, Freiburg u. a. 2013, Seite 344–345
- Hans-Günter Gruber, Moral, in: Lexikon des Dialogs. Grundbegriffe aus Christentum und Islam, Bd. 1, Freiburg u. a. 2013, Seite 483–484.
- Hans-Günter Gruber, Schuld, in: Lexikon des Dialogs. Grundbegriffe aus Christentum und Islam, Bd. 1, Freiburg u. a. 2013, Seite 625–626.
- Hans-Günter Gruber, Verantwortung, in: Lexikon des Dialogs. Grundbegriffe aus Christentum und Islam, Bd. 1, Freiburg u. a. 2013, Seite 708–709.
- Hans-Günter Gruber, Sexualmoral, in: Religion in Geschichte und Gegenwart, Bd. 7, Tübingen 2003 (4. Aufl.), Spalte  96–97.
- Hans-Günter Gruber, Lebenspartnerschaften, in: Lexikon der Pastoral, Freiburg u. a. 2002, Spalte 1055–1058.
- Hans-Günter Gruber, Wille (II. Theologisch-ethisch), in: Lexikon für Theologie und Kirche, Bd. 10, Freiburg u. a. 2001 (3. Aufl.), Spalte 1205.
- Hans-Günter Gruber, Willensakt(e), in: Lexikon für Theologie und Kirche, Bd. 10, Freiburg u. a. 2001 (3. Auflage), Sp. 1210–1211.
- Hans-Günter Gruber, Ehescheidung (III. Kirchengeschichtlich, 2. Katholisch), in Religion in Geschichte und Gegenwart, Bd. 2, Tübingen 2000 (4. Auflage).
- Hans-Günter Gruber, Ehe (VI. Systematisch-theologisch, 2. Katholisch), in: Religion in Geschichte und Gegenwart, Bd. 2, Tübingen 2000 (4. Aufl.).
- Hans-Günter Gruber, Polygamie (III. Theologisch-ethisch), in: Lexikon für Theologie und Kirche, Bd. 8, Freiburg u. a. 1999 (3. Aufl.), Spalte 401–402.
- Hans-Günter Gruber, Ehe (3. Ethisch), in: Lexikon der Bioethik, Band 1, Gütersloh 1998, Seite 735–737.
- Hans-Günter Gruber, Ehescheidung (4. Ethisch), in: Lexikon der Bioethik, Band 1, Gütersloh 1998, Seite 746–747.
- Hans-Günter Gruber, Beziehung/Beziehungsethik (2. Ethisch), in: Lexikon der Bioethik, Band 1, Gütersloh 1998, 50–52.
- Hans-Günter Gruber, Monogamie, in: Lexikon für Theologie und Kirche, Bd. 8, Freiburg u. a. 1998 (3. Aufl.), Spalte 416–417.
- Hans-Günter Gruber, Marriage Encounter, in: Lexikon für Theologie und Kirche, Bd. 6, Freiburg u. a. 1997 (3. Aufl.), Spalte 1414.
- Hans-Günter Gruber, Irrtum (I. Theologisch-ethisch), in: Lexikon für Theologie und Kirche Bd. 5, Freiburg u. a. 1996 (3. Auflage), Spalte 603.
- Hans-Günter Gruber, Hauptsünden, in: Lexikon für Theologie und Kirche, Bd. 4, Freiburg u. a. 1995 (3. Auflage), Spalte 1212.
- Hans-Günter Gruber, Hass (III. Theologisch-ethisch), in: Lexikon für Theologie und Kirche, Bd. 4, Freiburg u. a. 1995 (3. Aufl.), Spalte 1205.
- Hans-Günter Gruber, Eifersucht, in: Lexikon für Theologie und Kirche, Bd. 3, Freiburg u. a. 1995 (3. Aufl.), Spalte 526.